# Объединяющая церковь, Синод Нового Южного Уэльса и Австралийской столичной территории
Объединяющая церковь синода Нового Южного Уэльса и Австралийской столичной территории (англ. Uniting Church in Australia, Synod of NSW & ACT) — региональный совет Объединяющей церкви  Австралии, отвечающий за приходы и пресвитерии в штате Новый Южный Уэльс и на Австралийской столичной территории. 

## История
С момента создания в 1977 году до 29 марта 2008 года синод носил более короткое название — Синод Нового Южного Уэльса.

## Теология и социальная доктрина
Объединяющая церковь Австралии объединяет традиции кальвинизма, методизма и конгрегационализма. Богослужения варьируются от традиционных до современных форм с использованием христианского рока и экспериментальных литургий.

## Руководство и пресвитерии
Нынешний (29-й) модератор синода — преподобная Фааимата (Мата) Хавеа Хилиау, сменившая преподобного Симона Хэнсфорда в сентябре 2023 года.
В синоде Нового Южного Уэльса и АСТ насчитывается 13 пресвитерий. Это региональные советы, отвечающие за надзор за приходами на своей территории, а также Корейская пресвитерия:
- Пресвитерия региона Канберра[7];
- Пресвитерия Дальнего Северного побережья[8];
- Пресвитерия Джорджес-Ривер[9];
- Пресвитерия Иллаварра[10];
- Корейская пресвитерия;
- Пресвитерия Маккуори-Дарлинг[11];
- Пресвитерия Среднего Северного побережья[12];
- Пресвитерия Новой Англии и Северо-Запада[13];
- Пресвитерия Парраматта-Нипин[14];
- Пресвитерия Риверина[15];
- Пресвитерия Сидней-Сентрал-Кост[16];
- Пресвитерия Сиднея[17];
- Пресвитерия Хантер[18].

Региональный совет Объединяющего Конгресса аборигенов и островитян-христиан (UAICC) также функционирует аналогично пресвитерии.